# یابوکا (پرییپویه)
یابوکا (به صربی: Jabuka) یک منطقهٔ مسکونی در صربستان است که در پریژپولجه واقع شده‌است. یابوکا ۲۴٫۹۷ کیلومتر مربع مساحت و ۲۷۵ نفر جمعیت دارد و ۱٬۱۹۶ متر بالاتر از سطح دریا واقع شده‌است.